# Stanisław Padlewski
Stanisław Padlewski (ur. 19 czerwca 1947 w Katowicach, zm. 28 listopada 2002 w Mysłowicach) – nauczyciel, polityk, trener siatkarski, sportowiec i były prezydent miasta Mysłowice. Był żonaty, miał jednego syna.

## Życiorys
Ukończył w 1960 Szkołę Podstawową a 6 lat później Śląskie Techniczne Zakłady Naukowe w Katowicach, jako technik elektryk. Przez kolejne 5 lat studiował na Uniwersytecie Śląskim, gdzie uzyskał tytuł magistra techniki. W 1972 zawarł związek małżeński z Anną Padlewską.

### Kariera pedagogiczna
Pracował w ZSZ w Mysłowicach (tzw. górka) od 1972. W 1980 został zastępcą, a od lutego 1991 dyrektorem tej placówki. Funkcję tę pełnił do 2002. Dokształcał się m.in. w dziedzinie zarządzania oświatą. Kilkakrotnie otrzymywał nagrodę za zasługi z ministerstwa i lokalnych władz. Odznaczono go Złotym Krzyżem Zasługi.

### Kariera sportowa i trenerska
Ukończył podyplomowe studia na AWF w Krakowie. Od 1970 organizował w Mysłowicach klub sportowy Lechia, pracując w sekcji siatkarskiej. W ciągu kilkudziesięciu lat wytrenował wiele pokoleń, głównie żeńskich, siatkarek. Jego zespół przez pewien czas grał w drugiej lidze. Jego imieniem nazwano otwartą w 2005 halę sportową w Mysłowicach-Bończyku.

### Kariera polityczna
Od 1966 należał do PZPR. Był również aktywnym harcerzem w ZHP, uzyskał stopień „harcmistrza Polski Ludowej”. Po okrągłym stole został działaczem SLD i z listy tej partii dwukrotnie wybrano go radnym. W 2002 był kandydatem na urząd prezydenta miasta. Wybrano go także radnym. W pierwszej turze nieznacznie wygrał, uzyskując ponad 5000 głosów (29,35%). W drugiej turze uzyskał 52,55% głosów i odniósł zwycięstwo nad Zbigniewem Augustynem ze Stowarzyszenia Mysłowice 2000 Plus (wcześniej AWS), dotychczasowym prezydentem. Zaprzysiężony 18 listopada.

### Śmierć
Rano 28 listopada 2002 Stanisław Padlewski wypadł z okna swojego mieszkania na 10. piętrze. Prokurator ustalił, iż było to samobójstwo.
Na stanowisku prezydenta zastąpił go Grzegorz Osyra.